# Callocleonymus bimaculae
Callocleonymus bimaculae är en stekelart som beskrevs av Yang 1996. Callocleonymus bimaculae ingår i släktet Callocleonymus och familjen puppglanssteklar. Inga underarter finns listade.